# Blanche Azoulay
Blanche Azoulay est une avocate et pionnière en droit. Elle est la première femme à devenir avocate en Algérie française,. 

## Biographie
Blanche Azoulay naît le 23 décembre 1885 à Constantine. Elle est la première femme à obtenir sa licence en droit en 1908 et prête serment la même année. Elle est également la première femme à devenir avocate en Algérie, après avoir été inscrite au barreau d'Alger en 1908,,,,. Un article récent analyse son parcours et notamment le fait que Béatrice Azoulay, tout comme Juliette Smaja en Tunisie, sont parvenues à devenir les premières avocates de l'ensemble de l'empire français alors même qu'elles vivaient dans un environnement doublement patriarcal et qu'elles n'étaient pas issues de familles dites "européennes". Il y encore très peu d'avocates en France dite "métropolitaine" lorsque Béatrice Azoulay commence à exercer (une vingtaine a barreau de Paris). Sa carrière sera relativement courte pour des raisons familiales. 